# Paterongan
Paterongan is een bestuurslaag in het regentschap Bangkalan van de provincie Oost-Java, Indonesië. Paterongan telt 5271 inwoners (volkstelling 2010).